# Diversitas
Diversitas (lateinisch für “Verschiedenheit”) ist ein internationales Programm, das zum Ziel hat, die Erforschung der biologischen Vielfalt (Biodiversität) und menschliches Wohlergehen zu verflechten.
Das internationale Sekretariat befindet sich in Paris. Es wird beherbergt vom Französischen National-Museum für Naturkunde – Muséum National d’Histoire Naturelle (MNHN), während die Büros der Kernprojekte in verschiedenen Ländern beheimatet sind.
Das Programm wurde gegründet, um sich den komplexen wissenschaftlichen Fragen zu widmen, die durch den Verlust an biologischer Vielfalt und Ökosystemdienstleistungen aufgeworfen werden und wissenschaftlich begründete Lösungen zu dieser Krise aufzuzeigen.
Das Programm ist ein internationales Programm mit einer zweifachen Mission:
- Förderung, Unterstützung und Durchführung integrativer Biodiversitätsforschung, die biologische, ökologische und sozialwissenschaftliche Fachrichtungen verbindet
- Bereitstellung einer soliden wissenschaftlichen Grundlage für (politische) Entscheidungsfindung, welche die Erhaltung der Vielfalt des Lebens auf der Erde sicherstellt, und gleichzeitig zu menschlichem Wohlergehen und Abbau der Armut beiträgt.

Die Ziele sollen erreicht werden durch:
- Pflege eines ganzheitlichen Netzwerks renommierter Biodiversitätsforscher, das sich den Hauptproblemen der Biodiversitätswissenschaft widmet;
- Gewinnung neuer Erkenntnisse durch den Austausch zwischen Wissenschaftlern über Nationen- und Fachgebietsgrenzen hinweg;
- Zusammenführung der neuesten Erkenntnisse in der Biodiversitätsforschung zur Bewältigung globaler wissenschaftlicher Schwerpunkte;
- Gewährleistung / Sicherstellung eines wirksamen Engagements der weltweiten wissenschaftlichen Gemeinschaft mit Politikern und Entscheidungsträgern, vor allem mit den einschlägigen internationalen Übereinkommen.
- Aufbau der Biodiversitätsforschungs-Kompetenz durch die Förderung von Nachwuchswissenschaftlern weltweit.

## Historische Entwicklung von Diversitas
(Quelle:)

### Phase 1 (1991–2001): Biodiversität findet weltweit mehr Beachtung
Diversitas wurde 1991 von drei internationalen Organisationen gegründet: Organisation der Vereinten Nationen für Erziehung, Wissenschaft und Kultur (UNESCO), SCOPE (Scientific Committee on Problems of the Environment) und IUBS (International Union of Biological Science). Zu dieser Zeit wurde die Notwendigkeit ersichtlich, sich komplexen wissenschaftlichen Fragestellungen zu widmen, die aufgrund von Verlust und Veränderung von globaler Biodiversität aufgeworfen wurden. Ziel der Initiative war es, ein internationales, nichtstaatliches Dachprogramm für Forschungsprojekte zu entwickeln.
Im Jahr 1996 konnten zwei neue Sponsoren, ICSU (International Council for Science) und IUMS (International Union of Microbiological Societies) gewonnen werden.
Die in der ersten Dekade gewonnenen Haupterkenntnisse wurden in einer Reihe von Büchern zusammengefasst. Diese bildeten die Grundlage für weitere, experimentelle und theoretische Forschung, durchgeführt zusammen mit dem International Geosphere-Biosphere Programme (IGBP). Ebenso trugen die erzielten Forschungsergebnisse zum Global Biodiversity Assessment bei, einer Initiative des World Resources Institute (WRI), sowie zur Arbeit der Biodiversitätskonvention (Übereinkommen über die biologische Vielfalt, engl. Convention on Biological Diversity, CBD). Mit der CBD hat Diversitas eine Vereinbarung zur Zusammenarbeit.

### Phase 2 (2002–2011): Ein internationales Rahmenwerk für die Biodiversitätswissenschaften
2001 konsultierte Diversitas alle Stakeholder weltweit ob der Notwendigkeit, eine zweite Phase des Programmes einzuleiten. Die Ergebnisse der Konsultation sprachen zugunsten einer zweiten Phase, die integrativer, interdisziplinärer und politik-relevanter werden sollte.
Der neue Forschungsplan wurde 2002 veröffentlicht. Um diesen umzusetzen, wurden neun Projekte ins Leben gerufen, die einen Kreis von Entdeckung, Beobachtung, Analyse und Informationsaustausch in Bezug auf übergreifende wissenschaftliche Fragen zur Artenvielfalt und damit zusammenhängenden Ökosystemdienstleistungen umfassen:
- Global Invasive Species Programme (GISP)[8] – Ziel des Projekts sind die Verhinderung der Ausbreitung und das Management invasiver Arten
- Global Mountain Biodiversity Assessment (GMBA)[9] – Ziel des Projekts sind die Erforschung und Vertiefung der Kenntnisse über montane Biodiversität
- bioGENESIS[10] – Ziel des Projekts ist die Entwicklung eines evolutions-wissenschaftlichen Rahmens für die Biodiversitätswissenschaften
- bioDISCOVERY[11] – Ziel des Projekts sind die Abschätzung, Beobachtung und Vorhersage von Änderungen der biologischen Vielfalt
- ecoSERVICES[12] – Ziel des Projektes ist der Erforschung der Zusammenhänge zwischen Biodiversität, Ökosystemfunktion und Ökosystemdienstleistungen
- bioSUSTAINABILITY[13] – Ziel des Projekts ist die Entwicklung von adaptive Governance und Managementrichtlininen für die Nutzung von Ökosystemdienstleistungen
- agroBIODIVERSITY[14] – Ziel des Projekts ist die Erstellung eines wissenschaftlichen Programms zugunsten nachhaltiger Nutzung von Agro-Ökosystemen
- ecoHEALTH[15] – Ziel des Projektes ist die Erforschung der Zusammenhänge zwischen Biodiversität und neu auftretenden Infektionskrankheiten
- freshwaterBIODIVERSITY[16] – Ziel des Projekts ist die Erstellung eines biodiversitäts-wissenschaftlichen Programms zugunsten nachhaltiger Süßwasser-Ökosysteme

Außer der Arbeit in den Forschungsprojekten war Diversitas ein wichtiger Partner im Earth System Science Partnership (ESSP). Das ESSP ist eine Zusammenarbeit zur integrativen Erforschung des Erdsystems, der Art und Weise, wie es sich verändert, und die Auswirkungen dessen auf globale und regionale Nachhaltigkeit. Die Organisation führte auch in dieser zweiten Phase das Engagement im Dienst politischer Foren weiter, im Besonderen mit der Biodiversitätskonvention. Im Oktober 2005 richtete Diversitas die erste Open Science Conference in Oaxaca, Mexico aus. Dort bekräftigte die Wissenschaftsgemeinde ihre Unterstützung für die Schaffung eines wissenschaftlichen Gremiums zur Biodiversität, das einen zwischenstaatlichen Bestandteil enthalten sollte (cf. International Mechanism of Scientific Expertise on Biodiversity (IMoSEB )). Die zweite Open Science Conference, abgehalten im Oktober 2009 in Kapstadt, Südafrika, zog ein internationales Publikum von 700 Wissenschaftlern und politischen Entscheidungsträgern aus über 70 Ländern an, die viele Facetten der Biodiversitätswissenschaften und Politik vertraten.

### Phase 3 (2012–2020): Biodiversität und Ökosystemdienstleistungen für einen nachhaltigen Planeten
Seit 2009, und in Anbetracht der Veränderungen im Biodiversitätspolitikumfeld, beschäftigte sich Diversitas mit der Überprüfung der Aktivitäten und der Überarbeitung des Forschungsplans von 2002. Der überarbeitete Diversitas-Science-Plan wurde im Jahr 2012 veröffentlicht. In dieser Phase war Diversitas an den folgenden Aktivitäten stark beteiligt:
- dem Aufbau eines globalen Beobachtungssystems für biologische Vielfalt, genannt GEO BON (Group on Earth Observations – Biodiversity Observation Network). GEO BON ist die Biodiversitätskomponente des Global Earth Observation System of Systems (GEOSS) unter der Führung der Group on Earth Observations (GEO),[19]
- der Konsultation zur  Intergovernmental Science-Policy Platform on Biodiversity and Ecosystem Services (IPBES), die im April 2012 ins Leben gerufen wurde,[20]
- die Einführung einer neuen wissenschaftlichen Initiative Future Earth: Forschung zur Nachhaltigkeit, die während Rio+20 ins Leben gerufen wurde,
- der Konferenz „Planet Under Pressure“ im Jahr 2012 in London, und
- der Konferenz der Vereinten Nationen über nachhaltige Entwicklung im Jahr 2012 (United Nations Conference on Sustainable Development), auch Rio+20 Konferenz genannt.

Im Jahr 2014 wurde Diversitas beendet und teilweise in Future Earth überführt.

## Diversitas Deutschland e. V.
Der Verein setzt sich vor allem dafür ein, die Biodiversitätsforschung mit gesellschaftsrelevanten Problemen des Schutzes und der nachhaltigen Nutzung von Biodiversität zu verbinden. Zu seinen Hauptzielen gehören die Unterstützung von Wissenschaft und Forschung sowie die Ausbildung des wissenschaftlichen Nachwuchses. Aus einer gemeinsamen Initiative des heutigen Vereins, des Museums für Naturkunde Berlin und des Helmholtz-Zentrums für Umweltforschung heraus entstand mit Förderung des Bundesministeriums für Bildung und Forschung NeFo, das Netzwerk Forum Biodiversitätsforschung Deutschland.